# 카스텔마뇨

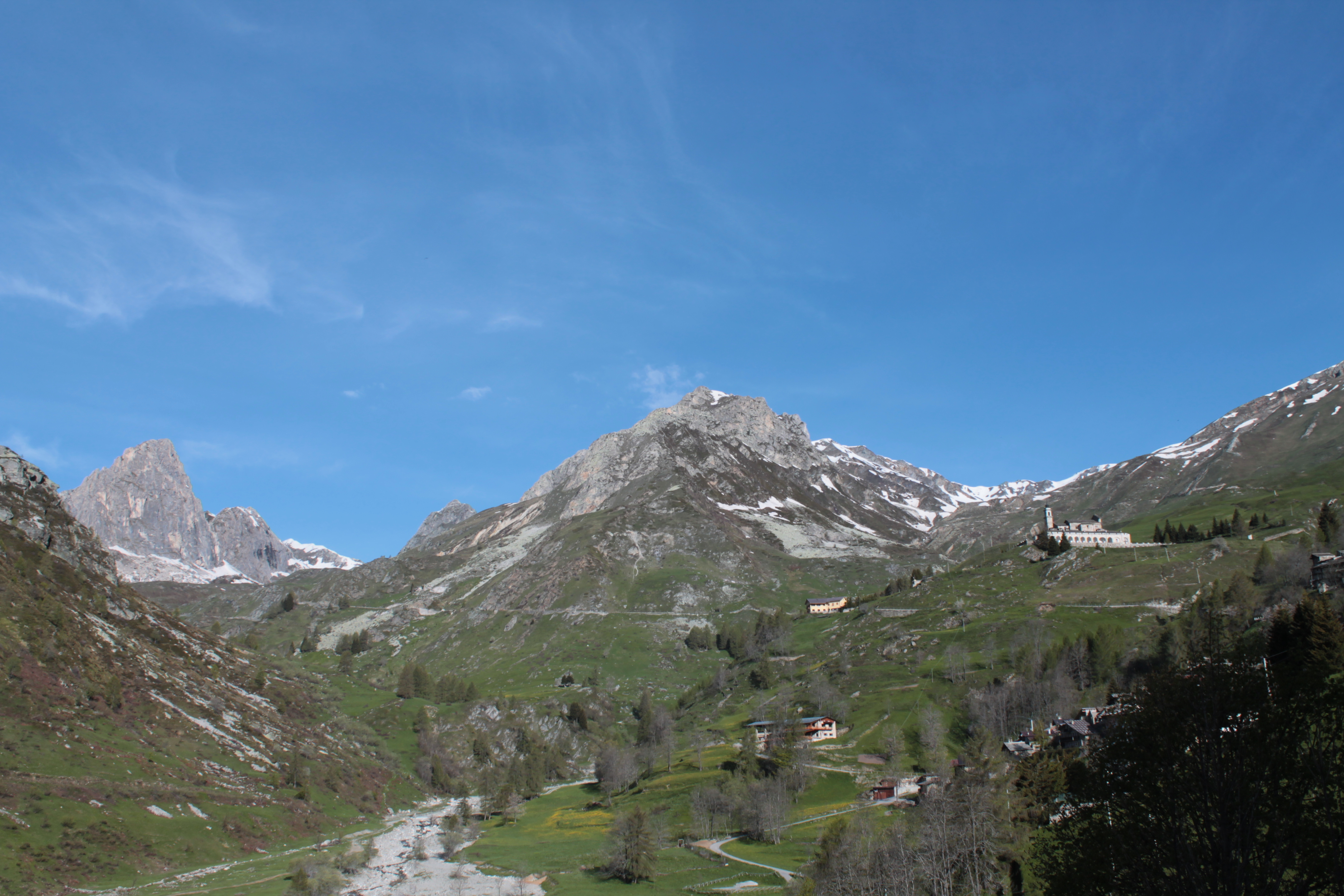

카스텔마뇨(Castelmagno)는 이탈리아 피에몬테주 쿠네오도의 코무네이다. 토리노에서 남서쪽으로 약 80킬로미터, 쿠네오에서 서쪽으로 약 25킬로미터 지점에 위치해 있다.